# 高波罗花
高波罗花（学名：Incarvillea altissima）为紫葳科角蒿属的植物，是中国的特有植物。分布在中国大陆的云南、西藏、四川等地，生长于海拔2,100米至3,000米的地区，常生于灌丛林缘及空旷干燥的石堆上，目前尚未由人工引种栽培。